# Molophilus hirsuticlavus
Molophilus hirsuticlavus är en tvåvingeart som beskrevs av Alexander 1980. Molophilus hirsuticlavus ingår i släktet Molophilus och familjen småharkrankar.
Artens utbredningsområde är Ecuador. Inga underarter finns listade i Catalogue of Life.